# Кордт Веніамін Олександрович
Веніамі́н Олекса́ндрович Ко́рдт, повне ім'я Христофо́р Йо́ганн Веніамі́н Ко́рдт (19 лютого 1860, Дерпт — 24 грудня 1934 Київ) — український бібліотекар, історик, бібліограф, бібліотекознавець, викладач, історико-картограф, археограф, джерелознавець, літературознавець, архівіст німецького походження.
Директор бібліотеки Університету святого Володимира у 1894—1928 роках. Завідувач відділу картографії Всенародної бібліотеки України в 1918—1933 роках. Кандидат дипломатії та професор бібліотекознавства. Приват-доцент кафедри російської історії, викладач історичної картографії та історії картографії Університету святого Володимира. Старший інструктор підсекції академічної та державної бібліотеки бібліографічної секції підвідомства «Книга» Губнаросвіти (Київ). Член (з 21 листопада 1918 року) і голова (1920—1923) Тимчасового комітету для заснування Національної бібліотеки Української держави в місті Києві, пізніше Всенародної бібліотеки України (у 1918—1923 роках), бібліотекар, науковий співробітник, член секції бібліотекознавства Науково-дослідної комісії бібліотекознавства та бібліографії (з 1926 року), завідувач Мапографічного кабінету (з 1927 року), університетських картографічних відділів (1928—1930), картографічного відділу Всенародної бібліотеки України (1930—1933). Голова комітету академічної та державної бібліотеки Народного комісаріату освіти (1920).
Один із засновників Української академії наук, Всенародної бібліотеки України та Київського археологічного інституту 1917 року.
Почесний член Імператорського Московського археологічного товариства, член Естонського наукового товариства для вивчення мови, літератури та історії, Одеського товариства історії і старожитностей (1900), дійсний член Московського товариства любителів природознавства, антропології й етнографії (1906), учасник Товариства істориків у Ризі (1911), член Історичного та Географічного товариств Європи, член Міжнародної комісії для видання старовинних карт (1913), Історичного товариства в Утрехті (1924).
Автор наукових праць з історіографії та картографії, відзначених преміями імені Геймбюргера Дерптського університету (1902, 1907), Макарівською премією (1907), медаллю імені Петра Семенова-Тянь-Шанського Російського географічного товариства та іншими державними нагородами. Член археографічної ВУАН (1921—1930 роках). Організував виставку картографічних матеріалів до XI Археологічного з'їзду в Києві (1899), відзначений почесною Уварівською премією. У 1918 році урядовець для особливих доручень Міністерства закордонних справ Української держави.
Засновник історичної картографії України, досліджував історичну географію, історичні подорожі, історію дипломатії, історію торгівлі, енциклопедистику, літературу та інше. Володів голландською, данською, німецькою, російською, шведською та українською мовами. Відіграв величезну роль у формуванні фондів нинішньої картографічного відділу Національної бібліотеки України імені Володимира Вернадського, які дивують дослідників своїм багатством. Чотиритомне факсимільне видання середньовічних карт України та Росії із його коментарями залишається актуальним. За словами Ярослава Дашкевича, воно «становить золотий фонд картознавства України».

## Життєпис

### Ранні роки та освіта
Христофор Йоганн Веніамін Кордт народився 19 лютого 1860 року в Дерпті в німецькій родині гончаря. Середню освіту здобув в Дерптській гімназії. У січні 1878 року він вступив в Дерптський університет на природничий факультет (за іншою інформацією в історико-юридичний факультет) Імператорського Дерптського університету. На той час в університеті була найбільша громада українських студентів в Російській імперії.
У 1879—1881 роках під час перерви у навчанні Веніамін Кордт працює домашнім вчителем в родині генерала Отто фон Ріхтера в Севастополі. Після повернення на навчання у 1881 році він зацікавився історією дипломатії: російсько-голландськими та російсько-шведськими міжнародними відносинами. Влітку 1883 року отримав свідоцтво домашнього вчителя. З кінця року, паралельно з навчанням, він влаштувався вільнонайманим працівником в університетській бібліотеці.
В Дерптському університеті публікував наукові статті німецькою мовою про історію дипломатії, російської літератури, досліджував праці Володимира Даля, Миколи Гоголя, Олекснадра Пушкіна, Михайла Лермонтова, листування Василя Жуковського з Костянтином Миколайовичем, спогади графа Володимира Соллогуба. Декілька праць вченого були присвячені дворянському роду Делагарді, який, перебуваючи на службі у шведського короля, став засновником одного з найбільших приватних архівів. Завдяки володінню німецькою, російською, данською, шведською, голландською, українською мовами він опрацьовує документи у шведських, нідерландських, російських, естонських та інших архівних зібраннях, які присвячені подорожам мандрівників в Росію та Україну, вивчає російсько-шведської війни, діяльність гетьмана Івана Мазепи, Пилипа Орлика та Андрія Войнаровського та їх стосунки з шведським королем Карлом XII та російсько-нідерландську торгівлю XVI—XVIII століть.
В європейських архівах вчений знайшов матеріали про іноземні мандрівки Україною з 890 по 1700 роки. 25 листопада 1885 року закінчує навчання. У 1888 році за наукові дослідження відзначений званням кандидата дипломатії (за іншою інформацією у 1883 році), та його призначають на посаду помічника бібліотека. У 1891 році йому надано чин титулярного радника. Паралельно він працює в бібліотеці Естонського вченого товариства.
Маючи зацікавленість до певної тематики та бездоганно володіючи скандинавськими, німецькою та російською мовами, Веніамін Кордт працював у нідерландських і шведських архівах, виїжджаючи туди з Дерпта у 1893 році. У цьому ж році його обрано членом-кореспондентом Естонського вченого літературного товариства, та він отримав ранг колеського ассесора. За період роботи в Дерпті було опубліковано 11 наукових праць вченого німецькою мовою.

### Український період
У 1894 році дослідник переїжджає до Києва на запрошення пропозицію попечителя Київської навчальної округи З 11 квітня 1894 року обіймає посаду головного бібліотекаря та завідувач бібліотеки Університету святого Володимира, а також одночасно завідувач Центральним архівом давніх актів Київської, Волинської та Подільської губерній в якому працює з 1894 по 1902 роки. По прибуттю вчений став приват-доцентом Київського університету.
Після початку роботи в бібліотеці Веніамін Кордт практично повністю реорганізував установу. Він запровадив систематизоване розставляння книг, що надходили до бібліотеки з 1894 року, створив каталог книг для читачів. З 1903 року видавав каталоги книг, що надходили до бібліотеки. Проживав в приміщенні бібліотеки на бульварі Шевченка, 14.
У 20 серпня 1899 року в Києві відбувся XI Археологічний з'їзд. Вченого обрано завідувачем географічних карт та планів. На виставці він представляв Київський університет. З пропозиції вченого в бібліотеці університету була організована виставка пам'яток картографії XVIII століть. Веніамін Кордт представив експозицію картографічних документів з фондів 32 колекцій та збірок, яка включала 578 карт і планів. Детальний опис експозицій виставок вміщено у виданні «Каталог виставки XI Археологического сьезда в Киеве» (1899) за співавторством історико-географа.
Паралельно з роботою в бібліотеці дослідник викладає на Вищих комерційних курсах у Комерційному інституті німецьку мову. У 1909 році, перебуваючи в науковому відрядженні в Німецькій імперії, Веніммн Кордт ознайомився і вивчив архітектуру нових бібліотечних будівель. За його планом, на зразок Геттінгенської університетської бібліотеки в 1914 було побудовано бібліотеку Київського університету. У 1910 році його обрано приват-доцентом кафедри російської історії Університету святого Володимира. 24 липня 1909 року Веніаміна Кордта як представника Київського університету направлено на Міжнародній з‘їзд архіваріусів та бібліотекарів в Брюсселі.
Надалі вчений активно співпрацює з Київською археографічною комісією, історичним товариством Нестора-Літописця та обраний членом-співробітником Тимчасової комісії для розгляду стародавніх актів до якої він приєднався у 1911 році. Саме він переважно провадив картографічні дослідження в Київській археографічній комісії. У Комісії вчений надрукував (у 1899 та 1910 роках) два випуски «Материалов по истории русской картографии» з картами України кінця XV — першої половини XVII століття. Публікацію карт Веніамін Кордт описав лапідарними розвідками-вступами та історичними коментарями. Розташування опублікованих карт в «Материалах» відбувалося за типом мапи, що дозволило відокремити оригінальні карти від пізніших копій та запозичень.
У літній канікулярний час у 1911 році бібліотекар Київського університету отримав відрядження в архіви Нідерландів для опрацювання матеріалів з російської історії У 1913 році він відвідав 10-й Міжнародний географічний конгрес у Римі, де його обрали членом Міжнародної комісії для видання старовинних карт.

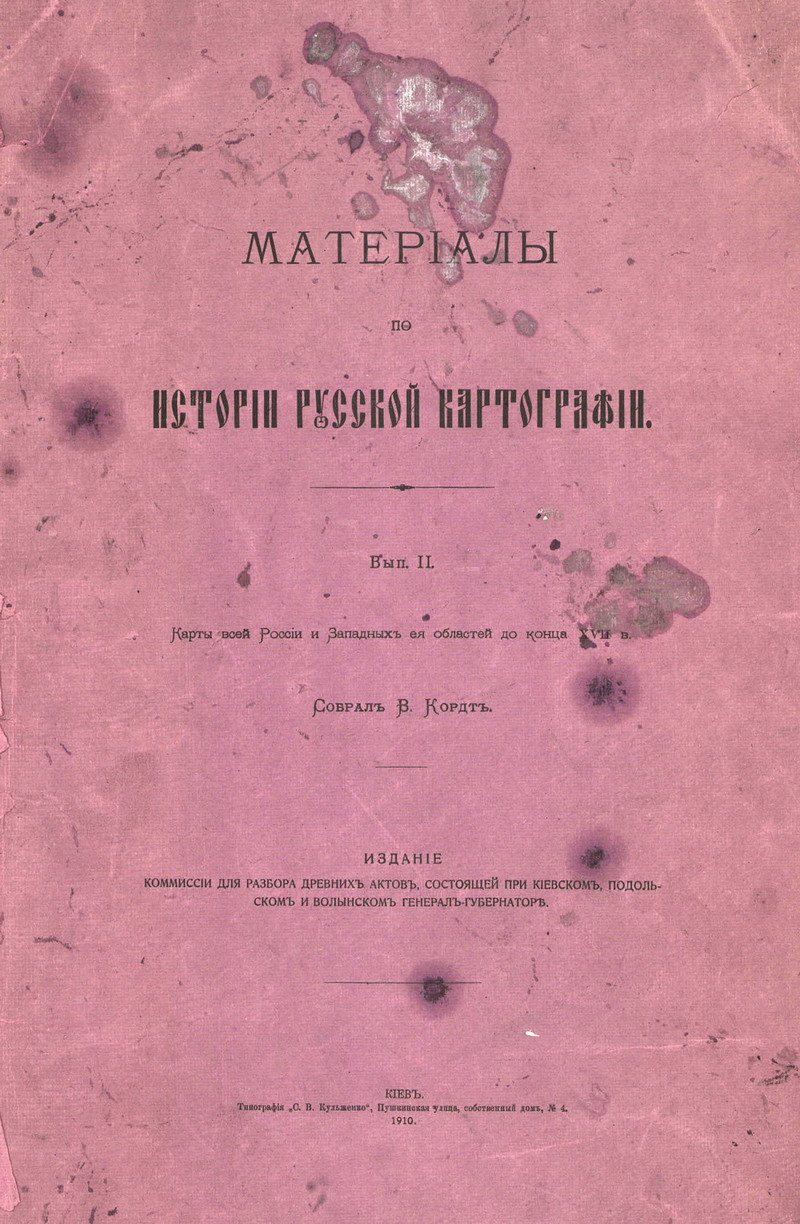
Титульний аркуш дослідження «Материалы истории русской картографіи». Випуск II. (1910)

У 1915–16 роках Веніамін Кордт керував евакуацією книг та стародруків університету до Саратова і поверненням до Києва бібліотечного фонду університету, який становив на той час 700 тисяч томів. У 1917 році дослідник та один із співзасновників приватного навчально-наукового закладу Київського археологічного інституту. Від 1918 року обіймає посади професора бібліотекознавства Археологічного інституту в Києві. Під час Української революції разом з Георгієм Нарбутом та іншими діячами науки та культури був учасником гуртка «Друкар». У 1918 році урядовець для особливих доручень Міністерства закордонних справ Української держави.
Веніамін Кордт — один із трьох членів Тимчасового комітету зі створення Всенародної бібліотеки України, утвореного згідно з указом гетьмана Павла Скоропадського 1918 року. Паралельно викладає німецьку мов в Київському інституті зовнішніх відносин. З 1920 до 1923 року був головою комітету для заснування Всенародної бібліотеки України, надалі член Тимчасового комітету. У 1918—1933 роках завідувач відділу картографії Всенародної бібліотеки України. У бібліотеці також працює над проєктом її реорганізації за зразком провідних бібліотек світу. Основним фондом наповнення у технологічному процесі Всенародної бібліотеки України він вважав «Загальний», другим, на його думку, мав бути фонд «Україніка».
З 1920 року — інструктор секції академічних та державних бібліотек Губнаросвіти. Паралельно викладає німецьку мову в Інституті народного господарства; у весняному семестрі 1920 року — на історико-філологічному факультеті Київського університету, водночас — викладач Київського інститут народної освіти. Дослідник також був присутній на засіданні Ради бібліотекарів 5 березня 1923 року, де розглядався проєкт статуту бібліотеки. Веніамін Кордт обґрунтував перед президією Всенародної бібліотеки України її новий штатний розклад за 1923 рік.
З 1924 по 1930 рік вчений стає активним членом Археографічної комісії ВУАН, де надрукував цілий ряд археографічниї досліджень в «Українському археографічному щорічнику» присвячених добі гетьмана Івана Мазепи. У 1931 році виходить перша частина «Матеріялів до історії картографії України», що вміщує 41 старовинну мапу території сучасної України та їхній детальний опис.
Від 1925 року вчений на громадських засадах допомагає співзасновувати Науково-дослідний інститут бібліотекознавства та бібліографії, який 1926 року перетворили на Науково-дослідну комісію бібліотекознавства і бібліографії з правом наукової кафедри. Він також бере активну участь в роботі комісії. На засіданнях комісії разом з іншими дослідниками він обговорював загальні проблеми створення українського бібліографічного репертуару, краєзнавчої й рекомендаційної, історичної, бібліографії, бібліографування періодичних видань та інших.
У 1926 році Веніамін Кордт перейшов на постійну роботу до бібліотеки, працював завідувачем університетського відділу, науковим співробітником, а з 1928 року й до кінця життя очолював створений 1923 року з його ініціативи картографічний відділ. На час відкриття відділу загальна кількість фонду становила близько 20 тисяч одиниць зберігання, серед яких були цінні рукописні, стародруковані та старі карти й атласи з різноманітних державних збірок та приватних колекцій. Водночас лише 1930 року Веніаміна Кордта офіційно призначили на посаду завідувача картографічного відділу. На 1 січня 1931 року у фондах відділу вже нараховувалось 27 655 різних картографічних матеріалів, починаючи з XVIII століття.

### Останні роки життя
У 1928 році після приєднання університетської бібліотеки до Всенародної бібліотеки України його звільнили з посади завідувача бібліотеки, в якій він попрацював 35 років. Зібрання бібліотеки перетворено у філію спеціалізованих та історично-культурних фондів. У 1931 році виходить перша частина «Матеріялів до історії картографії України», що вміщує 41 старовинну карту території сучасної України та їх детальний опис.
На початку 1931 року після перевезення фонду до нового будинку бібліотеки на вулиці Володимирській, відділ було поділено на два підвідділи: підвідділ карт і підвідділ графіки. Сумарно в них працювало три співробітники: завідувач відділу Веніамін Кордт був завідувачем підвідділу карт. У 1932 році вчений склав перший картографічний покажчик, що відображав потреби середини 1930-х років «Карти першої п'ятирічки». На початку 1933 року дослідник брав участь у проведенні картографічної виставки, присвяченої проблемі Великого Дніпра, а також у діяльності Науково-дослідної комісії бібліотекознавства та бібліографії, де викладав іноземні мови та читав лекції з історії бібліотечної справи й бібліотекознавства.
Антон Козаченко. «Куркульська вилазка в археографічному виданні»
Зі статті Антона Козаченка 1932 року «Куркульська вилазка в археографічному виданні» почалась кампанія цькування вченого. У кінці 1933 року академічні установи відвідала «бригада пролетаріяту», яка ретельно обстежила і дала «висновки про політичні та ділові якості співробітників комісій Історичного циклу та необхідність звільнення їх з посад». Веніамін Кордт потрапив під звільнення як «класово-ворожий елемент». Вченого офіційно звільнено з посад у другій половині 1933 року.
Помер вчений 24 грудня 1934 році у своєму помешканні при університеті від крововиливу в мозок. Газета «Пролетарська правда» від 26 грудня 1934 року надрукувала з цього приводу некролог.
Документи з його архівної спадщини є в Архіві НБУВ, в його адміністративній частині, в Архіві Президії ВУАН. У фондах Інституту рукопису НБУВ (ф. І, III, VIII, X, ХХІХ, XXXI, 33, 46, 71, 184, 260) містяться листи Веніаміна Кордта до академіків ВУАН, рецензії та деякі документи службової діяльності. Особистий архів Веніаміна Кордта не зберігся.

## Наукова діяльність
Історик і бібліограф Веніамін Кордт зробив вагомий внесок у розвиток історичної географії та картографії, джерелознавства, історії дипломатії, літературознавства, історії торгівлі, бібліотекознавства, архівістики та інших суміжних гуманітарних дисциплін. Основні напрямки його досліджень присвячені картографії території України. Водночас його сфера наукових зацікавлень була широкою: він вивчав життєпис Гійоме Левассера де Боплана та його внесок у картографічні роботи над територією України, гетьманів Івана Мазепу та Пилипа Орлика, публікував перелік занотованих мандрівок в Східній Європі до 1700 року. Він також вивчав історію Шведського університету в Ліфляндії, перебування Петра I в Нідерландах, історію аристократії, літератури тощо.
Багаторічні пошуки та контакти зі співробітниками Публічної бібліотеки в Петербурзі, Королівської бібліотеки в Дрездені, музею Чорторийських, бібліотеки Ягелонського університету в Кракові, університетської бібліотеки в Лейдені, Королівської бібліотеки у Відні, університетської бібліотеки Тартуського університету, європейськими вченими дозволили досліднику на високому науковому рівні публікацію картографічних матеріалів його magnus opus «Материалы по истории русской картографии» в трьох випусках (1899—1910). Згодом науковець продовжив серію під назвою «Матеріяли до історії картографії України» (1931). Опис мап, які він досліджував притаманний точності та акуратності. Йому вдалось зібрати всі відомі у свій час старовинні картини України. Прижиттєвий авторитет вченого оцінений у 1913 році на 10-й Міжнародному географічний конгрес у Римі, коли Веніаміна Кордта обрано членом Міжнародної комісії для видання старовинних карт.

У XXI столітті історико-картографічні дослідження Веніаміна Кордта не втратили наукової цінності та актуальності. 

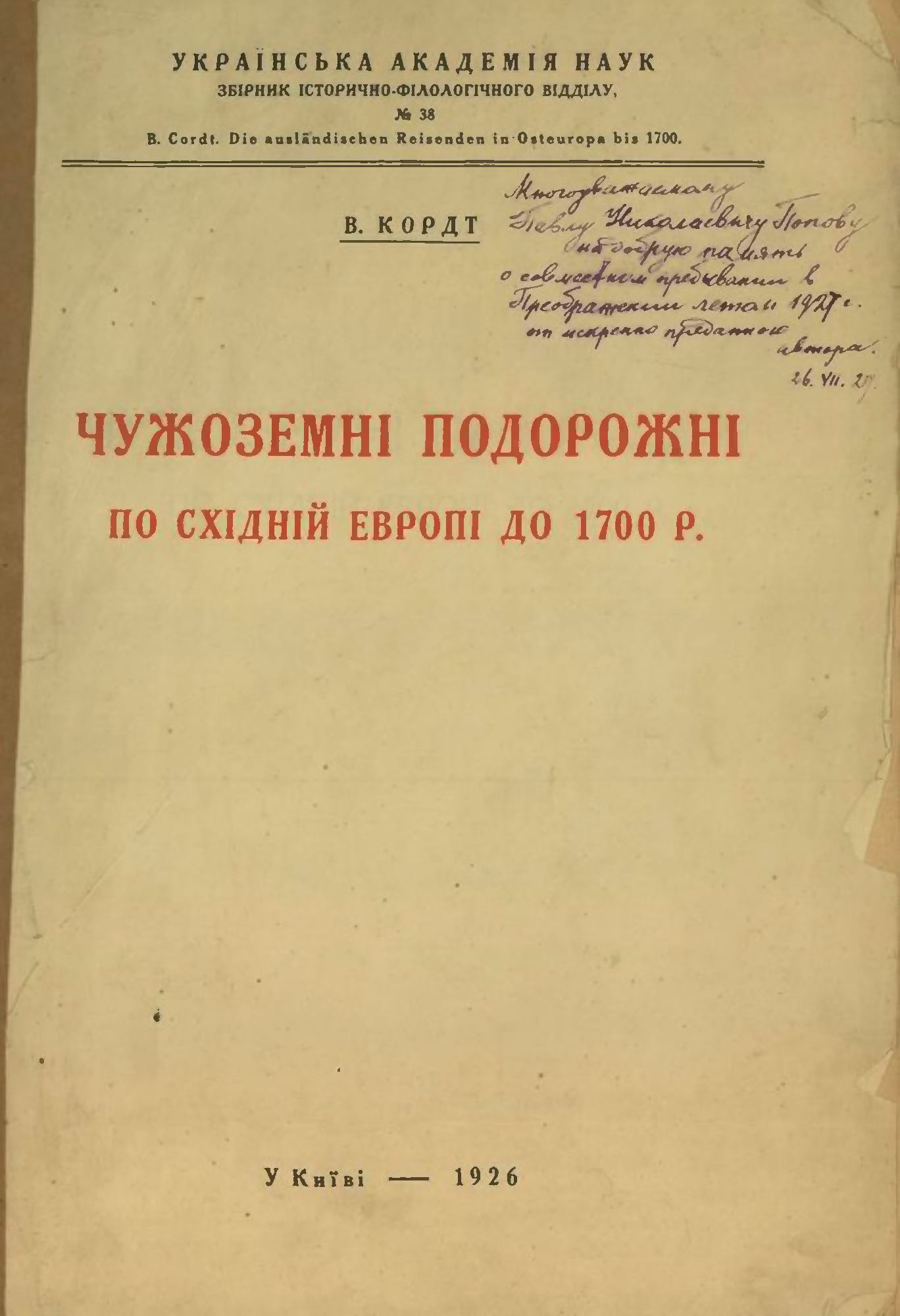
Титульний аркуш дослідження «Чужоземні подорожі по Східній Европі до 1700 р.» (1926)

### Веніамін Кордт як археограф
На початку наукової діяльності дослідник знайшов близько 600 документів архіву Юр'ївського університету, які частково були опубліковані у Вчених записках Юр'ївського університету 1894 року мовами оригіналів: шведською, німецькою та французькими мовами. Веніамін Кордт також готував до публікації видання з історії гайдамаччини, розроблення частини опису стародруків України. У фаховому виданні «Український археографічний збірник» він публікував переписку гетьманів Івана Мазепи, Пилипа Орлика та короля Швеції Карл XII в статті «Матеріали з Стокгольмського державного архіву до історії України другої половини XVII — початку XVIII вв.», у львівському виданні «Стара Україна» «Лист Орлика до англійської королеви з 20. XII. 1720 р.» та інші археографічні роботи.

### Веніамін Кордт як бібліотекар
Як багаторічний очільник бібліотеки Київського університету Кордт доклався до розбудови бібліотеки, її перебудови та наукового підходу в роботі під час комплектування фондів. Він також запровадив нові методи роботи з каталогами, ввів нову, доступнішу читацькому загалу систему каталогізації та постійно поповнював фонди друкованими матеріалами, стародруками, рукописними книгами. Йому також вдалось розширити джерела комплектування фондів завдяки архівним зібранням та приватним архівам викладачів університету. У період Першої світової війни у 1915—1916 роках зусиллям Кордта вдалось успішно евакуювати бібліотеку університету з Києва до Саратова, а потім повернути у Київ.
Як фахівець з бібліотечної справи з понад 30-річним досвідом роботи вчений залучений ініціаторами створення Національної бібліотеки Української держави до підготовки концепції книгосховища. Він проголосив доповідь «Про Національну бібліотеку» на першому засіданні, присвяченому створенню Української академії наук. На думку Веніаміна Кордта бібліотека мала перебувати у підпорядкуванні Міністерства народної освіти на правах самостійної, до певної міри, установи, але при цьому було б доцільно, щоб ВУАН як вища наукова інстанція взяла б на себе керівництво Національною бібліотекою Української держави на період її організації та розвитку. Структура бібліотеки мала складатися з шести відділів, головним з яких за значенням він вважав український («ucrainica»).
Він також наголошував на доцільності створення відділів української іконографії, картографії, музики, рукописів, рідкісних видань, літератури іншими мовами. Веніамін Кордт розробив основні засади діяльності бібліотеки. Вона включена система розміщення книг за галузями наук; систематичний та алфавітний каталог, а також об'єднаного каталогу всіх наукових бібліотек України; технічні вимоги до зберігання фондів та функціонування читальних залів; визначив повноваження директора Бібліотеки та її Вченої ради. Згодом концепція розвитку української національної бібліотеки Веніаміна Кордта була покладена в основу Всенародної бібліотеки України, створеної у серпні 1918 року під егідою Української академії наук. Основні напрацювання бібліотеки Університету святого Володимира стали доповненням за останніми бібліотечними правилами рубрик «формат», «місце» та «№ каталогу» і були взяті у форматі окремої колекції.
Напрацювання вченого використали при заснуванні Всенародної бібліотеки України як бібліотеки світового рівня. Крім загальнотеоретичних питань бібліотечної справи, дослідник також займався практичним питанням її розвитку. Саме йому належали ініціатива та реалізація передачі бібліотеки колишнього Університету святого Володимира до складу всенародно бібліотеки України. Йому також належить усе науково-методичне забезпечення діяльності Всенародної бібліотеки України. У цей період ним опрацьовані звернення, статути, положення, доповідні записки, зокрема 1931 року він підготував остаточний варіант «Положення про мапографічний відділ».
Веніамін Кордт був один з активних засновників Всенародної бібліотеки України, членом та головою Тимчасового комітету (1918—1923). Його зусиллями до Всенародної бібліотеки України було передано фундаментальну бібліотеку університету, та її колекційні фонди, та завдяки йому зібрання залишилися не розпорошеними в умовах діяльності Київського інституту народної освіти та реорганізації радянської освіти.

### Веніамін Кордт як історико-картограф
У 1899 році Веніамін Кордт вперше почав видавати друковані каталоги із зображенням та детальним описом карт у роботі «Материалы по истории русской картографии». Усього вийшло три випуски (1899, 1906, 1910), які включали більшою мірою мапи сучасної України. За цю працю він був відзначений Уварівської премії у 1911 році.
Упродовж своєї наукової діяльності досліджував праці Гійоме Левассера де Боплана, результатом чого стала його книга «Боплан и его труды по картографии Южной России» (1911). У ній Веніамін Кордт детально описав особу картографа, а також його відомі картографічні твори — перші карти України, карти Польщі та Дніпра.
Він організував збирання карти до наукової бібліотеки з 1918 року. Основу фонду склали документи, що були передані з бібліотек Університету святого Володимира, Духовної Академії, Колегії Павла Ґалаґана, Одеського імператорського товариства історії та старожитностей, приватних колекцій учених Миколи Костомарова, Василя Ляскоронського, Володимира Антоновича, Дмитра Багалія та інших. До бібліотеки також потрапили книжкові та картографічні видання з родових маєтків та садиб — Лопухіних-Демидових, Броель Плятера, Генрика Стецького та інших. На час відкриття бібліотеки картографічний фонд налічував близько 27 тисяч одиниць зберігання. У звіті бібліотеки за 1932 рік сказано, що відділ зовсім не обладнаний, хоч налічує близько 50 тисяч одиниць зберігання. Одночасно дослідник розв'язував питання бібліотечної обробки атласів та карт.
У 1931 році побачила світ перша частина роботи вченого «Матеріяли до історії картографії України». У ній опубліковано 41 старовинну карту території сучасної України та їх детальний опис. У 1932 році Веніамін Кордт фактично підготував до видання другу частину «Матеріялів». Вона містить 45 карт, що охоплюють період до кінця XVIII століття, а також огляд картографії України XIX та початку XX століть. У зв'язку з політичною ситуацією в СРСР ця праця так і не побачила світ. Підготовлені до публікації матеріали були втрачені.

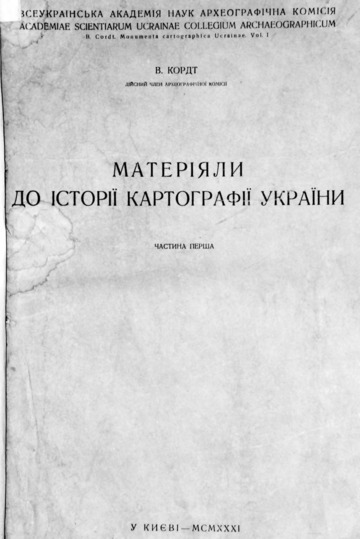
Титульний аркуш дослідження «Матеріяли до історії картографії України» (1931)

Проєкт історико-картографа було продовжено через 75 років львівських дослідників: Марії Вавричин, Ярослава Дашкевича та Уляни Кришталович у книзі «Україна на стародавніх картах. Кінець XV — перша половина XVII ст.» (2006). У цьому виданні вміщено кольорові репродукції карт із фондів Львівської національної наукової бібліотеки імені Василя Стефаника НАН України та Наукової бібліотеки Львівського національного університету імені Івана Франка, що були видрукувані у період від 1493 до 1649 року. Праця репрезентує 83 карти, 41 з них так чи інакше описані або відтворені у виданнях Веніаміна Кордта.

## Членство в академіях та наукових товариствах
Веніамін Кордт був почесним членом Імператорського Московського археологічного товариства, членом Естонського наукового товариства для вивчення мови, літератури та історії, Одеського товариства історії і старожитностей, Товариства істориків у Ризі, Історичного товариства в Утрехті. Дійсний член Московського товариства любителів природознавства, антропології й етнографії, член Історичного та Географічного товариств Європи, член Міжнародної комісії для видання старовинних карт, член археографічної комісії ВУАН (1921—1930 роках).

## Наукові праці
Автор понад 150 наукових праць (монографії, статті, рецензії, підручники) з історичної картографії та історичної географії, літературознавства, джерелознавства, європейської історії, історії України, бібліотечної справи та інше. Згідно з Енциклопедією історії України та уточненням бібліографії, найбільш важливими були :
- Из семейного архива графов Делагарди // Ученые записки императорского Юрьевского университета. Юрьев, Т. 2. С. V. 1894
- Материалы по истории русской картографии: в 3 вып. Киев: О. В. Кульженко, 1899—1910
- Про Національну бібліотеку Української Держави // Збірник праць Комісії для вироблення законопроєкту про заснування Української Академії наук у Києві. Київ. Друкарня Українського наукового товариства, 1919
- Лист Орлика до англійської королеви з 20. XII. 1720 р. // Стара Україна. № 11–12. 1925
- Бібліографія подорожей по Східній Европі до 1520 р. // Записки історично-філологічного відділу ВУАН. — Книга 7-8. Київ, 1926
- Чужоземні подорожні по Східній Європі до 1700 р. Київ, Українська Академія наук, 1926
- Бої під Лісним і під Полтавою за щоденником шведського ляйтнанта Ф. Вейє // Записки історично-філологічного відділу ВУАН. — Книга 26. Київ, 1931
- Матеріяли з Стокгольмського державного архіву до історії України другої пол. XVII — поч. XVIII вв. // Український археографічний збірник. Том 3. Київ, 1930
- Російське громадянство підчас розкріпачення селян, в листуванні тогочасного чужоземного дипломата // Ювілейний збірник на пошану академіка Дмитра Івановича Багалія з нагоди сімдесятої річниці життя та п'ятдесятих роковин наукової діяльності. Київ, З друкарні Української Академії наук, 1927
- Матеріяли до історії картографії України. Київ. Археографічна комісія Всеукраїнської академії наук, 1931
- Мапографічний відділ Всенародньої бібліотеки України / В. Кордт // Пролетарська правда. — 13 жовт — 1931

## Нагороди та відзнаки
- 1896 — лицар Ордену святого Станіслава III ступеня
- 1901 — лицар Ордену святої Анни III ступеня
- 1902 — лауреат премії імені Геймбюргера Дерптського університету
- 1905 — лицар Ордену святого Станіслава II ступеня
- 1907 — лауреат премії імені Геймбюргера Дерптського університету
- 1909 — лицар Ордену святої Анни II ступеня
- 1909 — лауреат Макарієвська премія
- 1911 — золота медаль імені Петра Семенова-Тянь-Шанського[ru]
- 1911 — лауреат Уваровської премії